# Aja Naomi King
Aja Naomi King (Los Angeles, 11 de janeiro de 1985) é uma atriz norte-americana, que ganhou evidência após estrelar como um dos personagens principais da série de televisão How to Get Away With Murder.

## Carreira
Aja Naomi começou sua carreira em 2010 na série de televisão Blue Bloods. Posteriormente apareceu em outras séries,como Person of Interest,The Blacklist, e Deadbeat. Fez sua estréia no cinema em 2011 no filme Damsels in Distress.Em 2012 estrelou na série Emily Owens, MD. Ainda em 2012 estrelou no filme Four, pelo qual venceu o prêmio de Melhor Elenco de Cinema no Los Angeles Film Festival.
No ano de 2014, King ganhou notoriedade após estrelar o drama policial How to Get Away With Murder que lhe rendeu uma indicação ao NAACP de Melhor Atriz Coadjuvante em série.

## Filmografia
| Ano  | Título Original       | Personagem     |
| ---- | --------------------- | -------------- |
| 2010 | A Basketball Jones    | Sara Walker    |
| 2010 | Eve                   | Celebrity      |
| 2011 | Damsels in Distress   | Positive Polly |
| 2012 | Love Synchs           | Selene         |
| 2013 | 36 Saints             | Joan           |
| 2013 | Four                  | Abigayle       |
| 2014 | The Rewrite           | Rosa           |
| 2015 | Reversion             | Sophie Clé     |
| 2016 | The Birth of a Nation | Não divulgado  |

## Televisão
| Ano       | Título Original             | Personagem         | Notas                              |
| --------- | --------------------------- | ------------------ | ---------------------------------- |
| 2012      | Person of Interest          | Lisa               | Episódio: "Wolf and Cub"           |
| 2012-2013 | Emily Owens, M.D.           | Cassandra Kopelson | Serie regular, 13 episódios        |
| 2013      | Onion New Empire            | Jillian            |                                    |
| 2013      | The Blacklist               | Elysa Ruben        | Episódio: "Frederick Barnes"       |
| 2014      | Deadbeat                    | N'Cole             | Episódio: "Out-Of-Body Issues"     |
| 2014      | Black Box                   | Ali Henslee        | Personagem Recorrente,08 episódios |
| 2014-2020 | How to Get Away with Murder | Michaela Pratt     | Elenco principal                   |

## Prêmios
| Ano  | Filme indicado              | Categoria                                            | Resultado |
| ---- | --------------------------- | ---------------------------------------------------- | --------- |
| 2012 | Four                        | Los Angeles Film Festival de Melhor Elenco de Cinema | Venceu    |
| 2014 | How to Get Away With Murder | NAACP de Melhor Atriz Coadjuvante em série           | Indicado  |